# Petroglifi del lago Onega e del Mar Bianco
I petroglifi del lago Onega e del mar Bianco, dal luglio 2021 sono un sito patrimonio dell'umanità dell'UNESCO localizzato nella costa orientale del lago Onega del nord-est della Russia europea. Risalgono al II millennio a.C. Si tratta di circa 1.200 petroglifi disseminati in una zona lunga 20 km. I graffiti sono profondi 1-2 mm e rappresentano animali, persone e forme geometriche, come cerchi e mezza luna.

## Scoperta
Le prime incisioni rupestri della Carelia vennero scoperte, nel 1848, dal conservatore del Museo di mineralogía di San Pietroburgo, Konstantin Grevingk, vicino alla città di Besov sulla riva del lago Onega. Agli inizi del XX secolo i petroglifi dell'Onega vennero studiati dal ricercatore svedese Gustaf Hallström.

## Contenuto dei graffiti
Sono molte le forme straordinarie registrate nelle rocce del lago Onega. Oltre i segni circolari e di mezza luna con raggi, si trovano figure antropomorfe, a volte con teste di alci, lupi, immagini di cosiddetti "bastoni di sciamano", e altro ancora. Quasi la metà di tutti i petroglifi del lago Onega rappresentano cigni, oche e uccelli acquatici. Ci sono poche scene umane. Sono rare le scene di caccia alle balene beluga che mai hanno abitato il lago Onega.
Il contenuto di differenti cumuli di petroglifi a volte varia, cosa che probabilmente significa non solo la differenza tra l'età dei gruppi di petroglífi, ma anche i i cambiamenti nel pensiero umano nel neolitico.
Alla fine di agosto, dalla fine di Capo Besov Nos, a volte si può vedere come un grande globo rossastro del Sole che tramonta gradualmente e sul lato opposto il sorgere della Luna luminosa, grande e piena. Forse fenomeni simili, osservati dall'uomo antico, servirono da incentivo ad incidere nelle rocce le forme circolari e a mezzaluna che molti scienziati considerano immagini simboliche del Sole e della Luna.
Quando il Sole è all'orizzonte, i petroglifi “scompaiono” immediatamente: si vede una superficie di pietra assolutamente pulita e senza vita. Questo fenomeno, chiamato dagli scienziati "l'effetto del cinematografo preistorico", impressiona anche l'uomo di oggi.
I disegni si trovano in luoghi estremamente paesaggistici. Notevole specialmente il gruppo dei petroglifi del "capo del Diavolo" dove ci sono tre figure parallele: diavolo, lontra (o lagarto) e siluro (o lota comune). Sono considerati i disegni più antichi che poi hanno stimolato tutta l'attività creativa nella zona del lago Onega.